# Trond Egil Soltvedt
Trond Egil Soltvedt (født 15. februar 1967 i Voss, Norge) er en norsk tidligere fodboldspiller (midtbane).
Soltvedt startede sin karriere i hjemlandet, hvor han spillede i 10 sæsoner og repræsenterede henholdsvis Viking, Brann og Rosenborg. Hos både Viking og Rosenborg var han med til at vinde såvel det norske mesterskab og pokalturneringen.
Efterfølgende skiftede Soltvedt til engelsk fodbold, og spillede for både Coventry, Southampton og Sheffield Wednesday, inden han stoppede sin karriere i 2003.
Soltvedt spillede desuden fire kampe for Norges landshold. Han debuterede for holdet 18. januar 1997 i en venskabskamp mod Sydkorea.

## Titler
Norsk mesterskab
- 1991 med Viking
- 1995, 1996 og 1997 med Rosenborg

Norsk pokalturnering
- 1989 med Viking
- 1995 med Rosenborg